# Little Crystal
Singles de Ami Suzuki
Happiness is...
(2005) Fantastic
(2006)
Little Crystal (リトル クリスタル) est le 5e single de Ami Suzuki sorti sous le label Avex Trax, et son 20e single au total en comptant les douze sortis chez Sony Music, deux auto-produits et une édition spéciale.

## Présentation
Le single sort le 7 décembre 2005 au Japon sous le label Avex Trax, produit par Max Matsuura, deux mois seulement après le précédent, Around the World. Il atteint la 22e place du classement de l'Oricon. Il reste classé pendant 5 semaines, pour un total de 16 115 exemplaires vendus durant cette période ; c'est alors la plus faible vente d'un disque de la chanteuse, si l'on excepte deux précédents singles édités en nombre limité (Around the World et Happiness is...), inférieure même à celle de son single auto-produit Forever Love. Il sort également au format "CD+DVD" avec une pochette différente et incluant un DVD contenant les clips vidéos de deux des chansons.
Ce « disque de Noël » contient exceptionnellement quatre chansons différentes considérées comme quatre "face A", d'où l'intitulé original du disque et la présence des quatre versions instrumentales. Les trois premières ont servi de thème musicaux : Crystal pour l'émission télévisée Rakka Onna, To Be Free pour l'émission Marugoto Station presents Hybrid jam, et Place pour une campagne publicitaire pour la Hokkaido Railway Company. Seules les deux premières, Crystal et To Be Free, ont droit a un clip vidéo, présents sur le DVD, et figureront sur l'album Connetta de 2007. Aucune des chansons ne sera remixée sur l'album de remix Amix World de 2006.

## Liste des titres
Toutes les paroles sont écrites par Ami Suzuki.
| 1. | Crystal                   | Kazuhito Kikuchi | KZB               | 4:07 |
| 2. | To be Free                | Kazuhiro Hara    | HΛL               | 5:31 |
| 3. | Place                     | Kazuhiro Hara    | Yasunari Nakamura | 5:13 |
| 4. | Carry out                 | Kazuhito Kikuchi | h-wonder          | 4:20 |
| 5. | Crystal (Instrumental)    | Kazuhito Kikuchi | KZB               | 4:07 |
| 6. | To be Free (Instrumental) | Kazuhiro Hara    | HΛL               | 5:31 |
| 7. | Place (Instrumental)      | Kazuhiro Hara    | Yasunari Nakamura | 5:13 |
| 8. | Carry out (Instrumental)  | Kazuhito Kikuchi | h-wonder          | 4:17 |

| 1. | Crystal    |  |
| 2. | To be Free |  |

## Interprétation à la télévision
- Music Fighter (16 décembre 2005)